# Jan Bzowski
Jan Bzowski herbu Nowina (zm. przed 1802 rokiem) – burgrabia krakowski w 1785 roku.
Był komisarzem Sejmu Czteroletniego z powiatu lelowskiego województwa krakowskiego do szacowania intrat dóbr ziemskich w 1789 roku.